# PCA3
PCA3 (prostate cancer antigen 3) bezeichnet eine nichtcodierende Ribonukleinsäure, die als Biomarker für das Prostatakarzinom dient. Nachweisverfahren für dieses Molekül wurden für die medizinische Diagnostik entwickelt und werden kommerziell angeboten. Der sogenannte „PCA3-Test“ dient dem Nachweis PCA3-positiver Tumorzellen im Urin.

## PCA3-Test
Prostatakrebs ist in Deutschland die häufigste diagnostizierte Krebserkrankung des Mannes. Bei der Suche nach Diagnose-Verfahren für Prostatakrebs wurde ein Molekül (eine sogenannte „nichtcodierende RNA“) entdeckt, das in Krebs-Zellen der Prostata in fast 100-mal höherer Konzentration vorliegt als in normalen Prostata-Zellen.
Nach einer ärztlichen Tast-Untersuchung der Prostata werden Prostata-Zellen, inklusive evtl. vorhandener Krebszellen in den Urin freigesetzt, wo sie dann nachgewiesen werden können. Das ist für den Betroffenen schonender als der Nachweis durch eine Prostata-Biopsie, weshalb Tests für den Nachweis von PCA3 in Urin entwickelt wurden.
Der Nachweis von PCA3 im Urin wurde von dem kalifornischen Biotechnologie-Unternehmen Gen-Probe Incorporated mit Sitz in San Diego (USA) als Progensa™ PCA3-Test zur Marktreife gebracht. Gen-Probe wurde 2012 durch Hologic übernommen.

## Studien
Die medizinische Bedeutung und Zuverlässigkeit dieses Tests wurde in mehreren Untersuchungen bei Männern mit Verdacht auf Prostatakrebs geprüft. Es wurde die Frage untersucht, inwieweit das Ergebnis des PCA3-Tests (der „PCA3-Score“) Hinweise auf das zu erwartende Ergebnis einer Prostatabiopsie liefert. Hierfür wurde der Test sowohl bei Patienten mit Verdacht auf Prostatakrebs vor der ersten Biopsie als auch vor wiederholten Biopsien durchgeführt.
Die Studien wurden in den USA und in Europa durchgeführt. Die Untersuchungsergebnisse legen nahe, dass der PCA3-Test Hinweise auf das Ergebnis einer nachfolgenden Biopsie liefert und dass der PCA3-Score in der Gesamtschau der für einen Betroffenen vorliegenden klinischen und diagnostischen Informationen als Entscheidungshilfe für die Durchführung einer Biopsie herangezogen werden kann.
Derzeit gilt ein PCA-3-Score von 35 als cut-off-Wert, da hier das Verhältnis von Sensitivität und Spezifität besonders günstig ist. In der klinischen Anwendung scheint dies jedoch nicht im Vordergrund zu stehen. Ziel ist es, unnötige Biopsien zu vermeiden und dabei trotzdem möglichst alle Patienten mit signifikantem Prostatakarzinom zu erfassen. Haese et al. haben in ihrer Publikation herausgearbeitet, um wie viel sich die Anzahl unnötiger Wiederholungsbiopsien reduzieren lässt in Abhängigkeit vom PCA-3-cut-off-Wert.
| PCA-3 Score cut-off                 | 20   | 35   |
| ----------------------------------- | ---- | ---- |
| Reduktion von Wiederholungsbiopsien | 44 % | 67 % |
| falsch negativ                      | 9 %  | 21 % |
| [ 1 ]                               |      |      |

Dies bedeutet, dass bei einem PCA-3 cut-off von 20 noch 9 % der Patienten ein Prostatakarzinom haben.
Wie bei fast allen diagnostischen Tests gibt alleine der PCA-3-Test, auch wenn er niedrig ist, keine hundertprozentige Garantie dafür, dass kein Prostatakarzinom vorliegt. Der Test ist jedoch deutlich spezifischer als der bisher übliche PSA-Wert und zudem von der Prostatadrüsengröße nicht beeinflusst, sollte jedoch nur in Zusammenschau aller Diagnosekriterien bewertet werden.